# صلح کل
صلح کل سیاست کلی اکبر شاه، سومین پادشاه گورکانیان هند، بوده که جوهره اصلی دین الهی او را شکل می‌داده‌است. گفتمان صلح کل به عنوان بخشی از سیاست اداری عمومی امپراتوری اتخاذ شد.
به گفته ابوالفضل علامی، از نزدیکان و مشاوران اکبر، امپراتور مأمور جهانی خدا بود و بنابراین حاکمیت او به هیچ ایمانی محدود نمی‌شد. اکبر بر اساس توانایی و شایستگی افراد، فارغ از مذهب و پیشینه، آن‌ها را به مقام‌های اداری و نظامی منصوب می‌کرد. این امر به ایجاد یک حکومت کارآمدتر کمک کرد و به شکوفایی و دستاوردهای فرهنگی دوره مغول انجامید. ابوالفضل دیدگاه‌های دینی اکبر را تصمیمی عقلانی در جهت حفظ هماهنگی بین ادیان مختلف امپراتوری می‌دانست.
اندیشهٔ صلح کل که برگرفته از اندیشه‌های ابن عربی است که بالاترین جایگاه معنوی را «محبت کل» می‌نامد و وحدت را در این می‌بیند. یک پله پایین‌تر از محبت کل، «صلح کل» است که شامل پذیرش تنوع افراد است و از همگان می‌خواهد که خیرخواه همگان باشند. اکبر طبق این عقیده، به همهٔ اندیشه‌های دینی، حتی اگر ظاهراً در تناقض با هم بودند، احترام می‌گذاشت.